# Zack de la Rocha
Zacharias Manuel de la Rocha vagy közismertebb nevén Zack de la Rocha (1970. január 12., Long Beach, Kalifornia, Amerikai Egyesült Államok –) amerikai rapper, énekes, aki a Rage Against the Machine tagjaként vált ismertté.

## Élete
Zacharias Manuel de la Rocha 1970. január 12-én született, a kaliforniai Long Beachen, a mexikói-amerikai haszid zsidó művész Robert "Beto" de la Rocha (született 1937) és egy német-ír származású anya, Olivia Lorryne Carter (született 1941) gyermekeként. Beto muralista (falképfestő) volt, és tagja a Los Four nevű Chicano művészcsoportnak. Nagyapja, Isaac de la Rocha Beltrán (1910-1985) harcolt a mexikói forradalomban, majd később mezőgazdasági munkásként dolgozott az Egyesült Államokban.

## Karrierje
Az Inside Out 1991-es feloszlását követően de la Rocha freestyle hiphopot kezdett játszani a helyi klubokban, Tom Morello a Lock Up korábbi gitárosa kíséretében, akit lenyűgöztek de la Rocha dalszövegei. Morello felvette a csapatba a Greta korábbi dobosát Brad Wilket, akit korábban a Lock Up meghallgatásán ismert meg, mielőtt a zenekar feloszlott volna. Zack de la Rocha felvette a korábbi zenekartársát, Tim Commerfordot, hogy basszusgitározzon. A zenekar nevét egy kiadatlan Inside Out dal után kapta, így lett Rage Against the Machine.

## Diszkográfia

### Hard Stance
De la Rocha gitáron működött közre a következő albumokon:
- Face Reality (EP) 7" (1988)
- Hard Stance (EP) 7" (1989)

### Inside Out
De la Rocha, mint énekes szerepel:
- No Spiritual Surrender (1990)
- Benefit 7" (élő bootleg felvétel a Youth of Today együttessel) (1991)

### Rage Against the Machine
- Rage Against the Machine (1991)
- Evil Empire (1996)
- Live & Rare (1998)
- The Battle of Los Angeles (1999)
- Renegades (2000)

### One Day as a Lion
Énekesként és billentyűsként:
- One Day as a Lion (2008)

## További információ
- Hivatalos oldal
- Zack de la Rocha az Internet Movie Database-ben (angolul)
- Zack de la Rocha a Rotten Tomatoeson (angolul)